# Bridgetown North (Ohio)
Bridgetown North és una concentració de població designada pel cens dels Estats Units a l'estat d'Ohio. Segons el cens del 2000 tenia 12.569 habitants.

## Demografia
Segons el cens del 2000, Bridgetown North tenia 12.569 habitants, 5.079 habitatges, i 3.509 famílies. La densitat de població era de 1.440 habitants/km².
Dels 5.079 habitatges en un 31% hi vivien nens de menys de 18 anys, en un 55,8% hi vivien parelles casades, en un 10,4% dones solteres, i en un 30,9% no eren unitats familiars. En el 28,5% dels habitatges hi vivien persones soles el 16,7% de les quals corresponia a persones de 65 anys o més que vivien soles. El nombre mitjà de persones vivint en cada habitatge era de 2,47 i el nombre mitjà de persones que vivien en cada família era de 3,06.
Per edats la població es repartia de la següent manera: un 25,5% tenia menys de 18 anys, un 6,7% entre 18 i 24, un 27,6% entre 25 i 44, un 19,6% de 45 a 60 i un 20,6% 65 anys o més.
L'edat mediana era de 39 anys. Per cada 100 dones de 18 o més anys hi havia 83,7 homes.
La renda mediana per habitatge era de 45.771 $ i la renda mediana per família de 55.084 $. Els homes tenien una renda mediana de 40.331 $ mentre que les dones 28.490 $. La renda per capita de la població era de 22.137 $. Aproximadament el 2,2% de les famílies i el 3,3% de la població estaven per davall del llindar de pobresa.

## Poblacions properes
El següent diagrama mostra les poblacions més properes.